# Jasik (gmina Sokolac)
Jasik (cyr. Јасик) – wieś w Bośni i Hercegowinie, w Republice Serbskiej, w mieście Sarajewo Wschodnie, w gminie Sokolac. W 2013 roku liczyła 5 mieszkańców.